# 末綱聡子
末綱 聡子（すえつな さとこ、1981年1月30日 - ）は、日本の女子バドミントン選手。ルネサスSKY所属。大分県大分市出身。身長167cm、体重60kg。血液型B型。右利き。東大分小学校、城東中学校、昭和女子高等学校卒業。バドミントン日本代表ナショナルチームに選出されている。
北京オリンピックの代表に、チームメイトの前田美順とともに選ばれた。前田と組んだダブルスで、アテネオリンピックで金メダルだった楊維・張潔雯ペアを破り日本バドミントン界史上初のベスト4進出を達成した。このコンビはメディアから「スエマエ」と称されるようになった。
2013年9月、日本代表を引退した。

## 人物
小学2年生の時に「東大分ジュニアクラブ」でバドミントンを始める。
高校では、全国高校選抜、高校総体のダブルスで優勝、世界・アジアの両ジュニア選手権でベスト8に入る等の大活躍。1999年九州日本電気（NEC SKY）に入社。

## 主な戦歴

### 国内大会での戦歴
- 1998年
  - 高校選抜大会 ダブルス 優勝
  - 高校総体 ダブルス 優勝
- 2000年
  - ランキングサーキット ダブルス 4位
- 2001年
  - 全日本総合選手権大会 混合ダブルス ベスト8
- 2003年
  - 全日本社会人大会 ダブルス ベスト8
  - 全日本総合選手権大会 ダブルス ベスト8
- 2004年
  - ランキングサーキット ダブルス 優勝
  - 全日本社会人大会 ダブルス ベスト8
- 2005年
  - ランキングサーキット ダブルス 優勝
  - 全日本社会人大会 ダブルス 3位
  - 全日本総合選手権大会 ダブルス ベスト8
- 2006年
  - ランキングサーキット ダブルス 準優勝
  - 全日本総合選手権大会 ダブルス 準優勝
- 2007年
  - 全日本総合選手権大会 ダブルス 準優勝
- 2008年
  - ランキングサーキット ダブルス 3位
  - 全日本総合選手権大会 ダブルス 準優勝
- 2009年
  - 全日本社会人選手権大会 ダブルス 優勝
  - 全日本総合選手権大会 ダブルス 準優勝
- 2010年
  - ランキングサーキット ダブルス 優勝
  - 全日本総合選手権大会 ダブルス 優勝

### 国際大会での戦歴
- 1998年
  - アジアジュニア選手権大会 ダブルス ベスト8
  - 世界ジュニア選手権大会 ダブルス ベスト8
- 2004年
  - ドイツオープン ダブルス ベスト8
- 2005年
  - 世界選手権 ダブルス ベスト32
  - インドネシアオープン ダブルス ベスト8
- 2006年
  - インドネシアオープン ダブルス ベスト8
  - マカオオープン ダブルス ベスト8
  - タイオープン ダブルス ベスト8
  - 世界選手権 ダブルス ベスト32
  - アジア選手権大会 ダブルス ベスト8
- 2007年
  - 大阪インターナショナルチャレンジ ダブルス 3位
  - アジア選手権大会 ダブルス ベスト8
  - シンガポールオープン ダブルス 3位
  - 世界選手権 ダブルス ベスト16
  - USオープン ダブルス 優勝,混合ダブルス ベスト8
  - チャイニーズタイペイオープン ダブルス ベスト8
  - マカオオープン ダブルス ベスト8
  - 香港オープン ダブルス ベスト8
  - マレーシアオープン ダブルス ベスト8
- 2008年
  - ドイツオープン ダブルス 準優勝
  - インドオープン ダブルス 準優勝
  - アジア選手権大会 ダブルス ベスト8
  - シンガポールオープン ダブルス ベスト8
  - インドネシアオープン ダブルス 準優勝、混合ダブルス ベスト8
  - 北京オリンピック ダブルス 4位
  - ヨネックスオープンジャパン ダブルス 3位
- 2009年
  - 世界選手権 ダブルス ベスト8
  - ヨネックスオープンジャパン ダブルス 準優勝
  - デンマークオープン ダブルス ベスト8
- 2010年
  - 全英オープン ダブルス ベスト8
  - スイスオープン ダブルス 準優勝
  - アジア選手権大会 ダブルス ベスト8
  - インドネシアオープン ダブルス 3位
  - 世界選手権 ダブルス ベスト8
  - ヨネックスオープンジャパン ダブルス 3位
  - デンマークオープン ダブルス 優勝
  - アジア競技大会 ダブルス ベスト8
- 2011年
  - BWFスーパーシリーズファイナルズ ダブルス 3位
  - 韓国オープン ダブルス ベスト8
  - ドイツオープン ダブルス ベスト8
  - アジア選手権大会 ダブルス ベスト8
  - インドオープン ダブルス 優勝
  - マレーシアオープングランプリゴールド ダブルス 優勝
  - シンガポールオープン ダブルス ベスト8
  - USオープン ダブルス 3位
  - 世界選手権 ダブルス 3位